# Präsidentschaftswahl in Madagaskar 2023

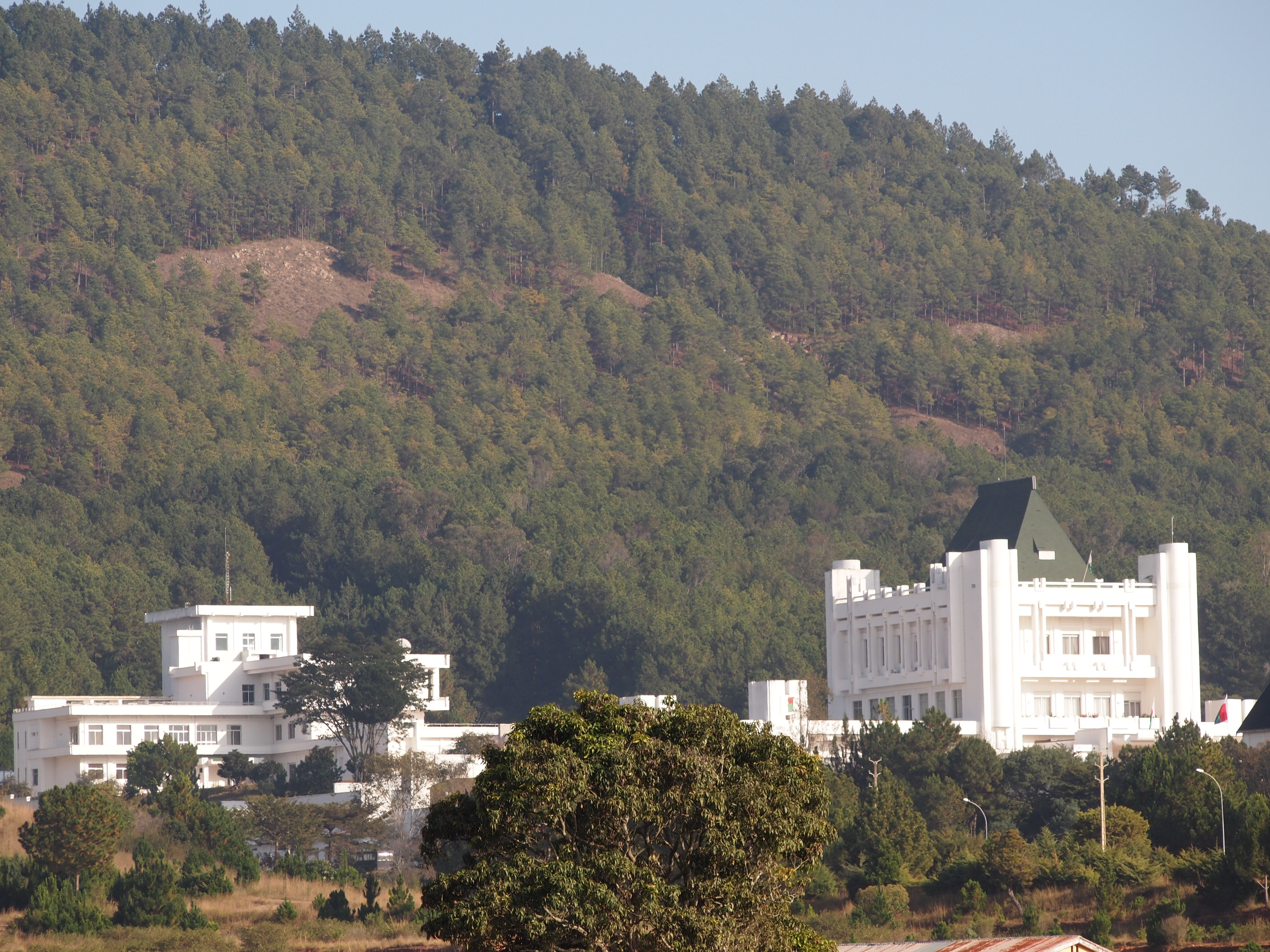
Der Palais d’Iavoloha, ca. 15 Kilometer südlich der Hauptstadt Antananarivo gelegen, ist der aktuelle Regierungssitz des Präsidenten. Das Gebäude ist angelehnt an den Rova von Antananarivo

Die Präsidentschaftswahl in Madagaskar 2023 fand am 16. November statt.
Zur vorangegangenen Präsidentschaftswahl im Dezember 2018 waren knapp 9,9 Millionen Madagassen stimmberechtigt, bei einem Medianalter von lediglich rund 20 Jahren. 2018 ging im zweiten Wahldurchgang Andry Rajoelina als Sieger hervor und wurde am 19. Januar 2019 in das Amt des Staatspräsidenten von Madagaskar eingeführt. In der am 20. Juli 2023 – offiziell fertiggestellt und von der Unabhängigen Nationalen Wahlkommission (CENI) – präsentierten Wählerliste für 2023 sind 11.043.836 Wähler in ganz Madagaskar eingetragen.
Am 12. Oktober 2023 wurde bekannt gegeben, dass die Wahl aufgrund von Unruhen vor der Wahl um eine Woche auf den 16. November verschoben wurde. Auslöser der Unruhen waren Vorwürfe gegen Amtsinhaber Rajoelina, sich mit illegalen Mitteln an der Macht halten zu wollen. Zehn der zwölf Präsidentschaftskandidaten hatten ihre Anhänger zum Boykott der Wahl aufgerufen.
Nach Angaben der Nationalen Wahlkommission wurde Rajoelina im ersten Wahlgang im Amt bestätigt. Er erhielt 58,95 Prozent der Stimmen bei einer Wahlbeteiligung von rund 46 Prozent.

## Kandidaten
Das offizielle Zeitfenster zur Einreichung von Bewerbungen zur Präsidentschaftskandidatur war vom 23. August bis 6. September 2023 geöffnet. Über die Zulassungsvoraussetzung der einzelnen Kandidierenden wurde unmittelbar nach dem Eingang der Bewerbung vom High Constitutional Court (HCC) entschieden. Die endgültige Kandidatenliste für die erste Runde der Präsidentschaftswahl wurde am 7. September veröffentlicht.
Quasi als Startgeld mussten umgerechnet in etwa 40.000 Euro Kaution – wobei das Durchschnittsgehalt in Madagaskar bei 40 Euro pro Kopf und Monat liegt – bei der Caisse des Dépôts et Consignations eingezahlt werden. Der Kautionsbetrag, er hat sich im Vergleich zur Präsidentschaftswahl 2018 vervierfacht hat, wird zum Drucken der Wahlunterlagen verwendet und an diejenigen Kandidaten zurückerstattet, die mindestens 10 Prozent der Wählerstimmen erhalten.
Folgende 12 Kandidaten wurden zur Präsidentschaftswahl 2023 in Madagaskar zugelassen.
- Tahina Razafinjoelina, aus Fianarantsoa, der Region Haute Matsiatra[11][12]
- Hajo Andrianainarivelo (MMM), Betriebswirt, Minister von 2009–2011 und 2019–2022[13]
- Andry Rajoelina, ehemaliger DJ und Unternehmer, seit 2019 Staatspräsident von Madagaskar
- Rolland Ratsiraka, Neffe von Didier Ratsiraka, ehemaliger Bürgermeister von Toamasina und ehemaliger Minister für Verkehr und Tourismus (2014–2018)[14]
- Marc Ravalomanana, Unternehmer und von 2002–2009 Staatspräsident von Madagaskar.[15]
- Auguste Paraina, ehemaliger Berufsdiplomat und ehemaliger Wirtschaftsminister von Madagaskar.[16]
- Andry Raobelina, Gründungspräsident der Partei Anjomara sy Rivo-Baovao (ARB)[17][18][19]
- Jean-Brunel Razafintsiandraofa, Abgeordneter aus dem Distrikt Ikongo[20][21]
- Lalaina Harilanto Ratsirahonana, ein Sohn von dem Politiker Norbert Ratsirahonana[22]
- Hery Rajaonarimampianina, ehemaliger Staatspräsident von 2014 bis 2018[23]
- Daniela Sendrison Raderanirina
- Jedidia Jean Jacques Ratsietison
- Siteny Randrianasoloniaiko, ehemaliger Judo-Meister, Unternehmer, aktueller Präsident der African Judo Union, Vizepräsident der Internationalen Judo Federation und Abgeordneter aus dem Wahlkreis Toliara.[24]

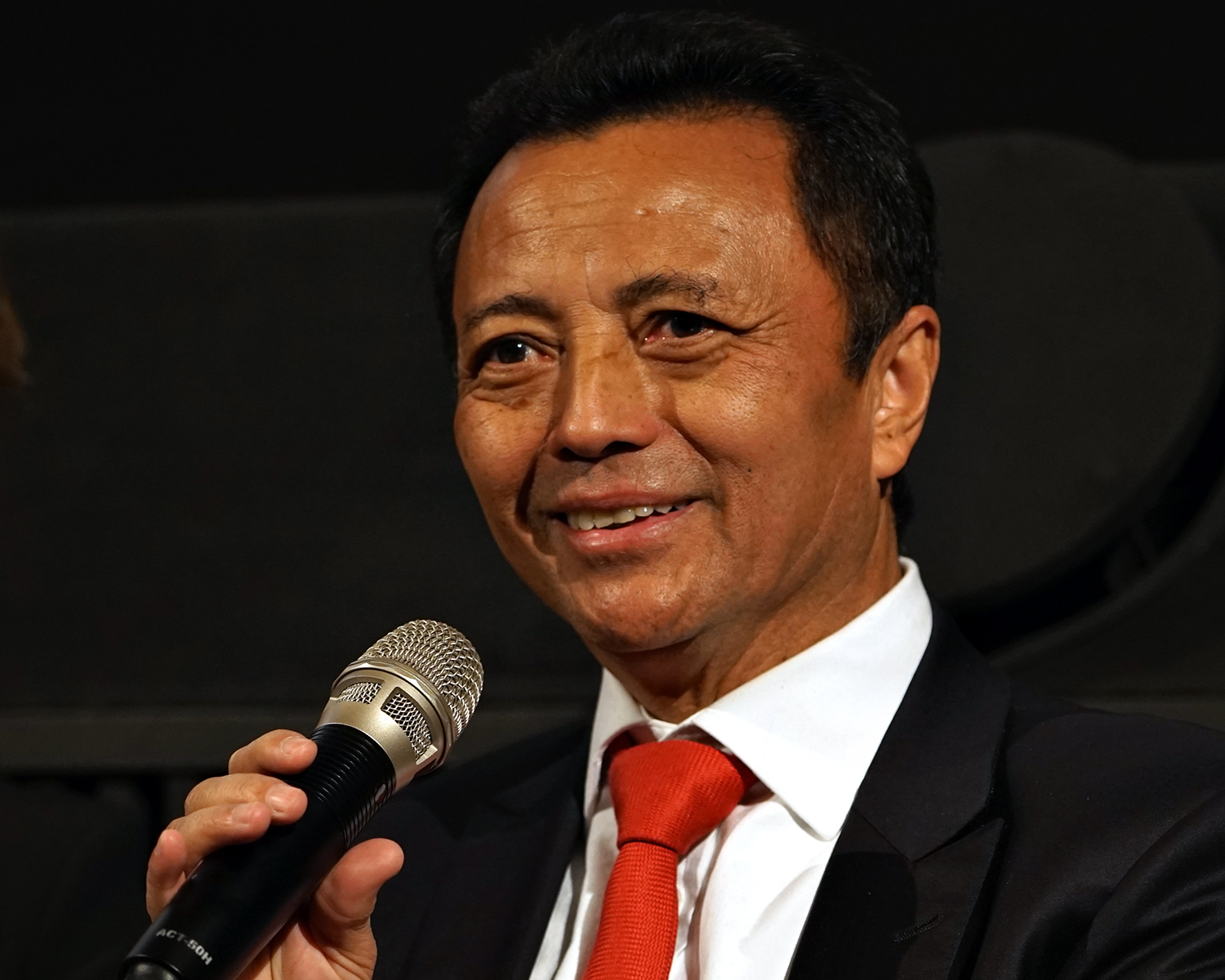
Marc Ravalomanana, Präsident 2002–2009
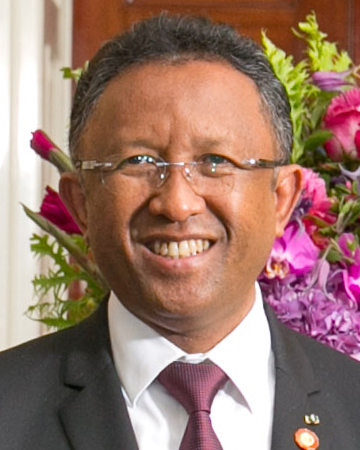
Hery Rajaonarimampianina, Präsident 2014–2018
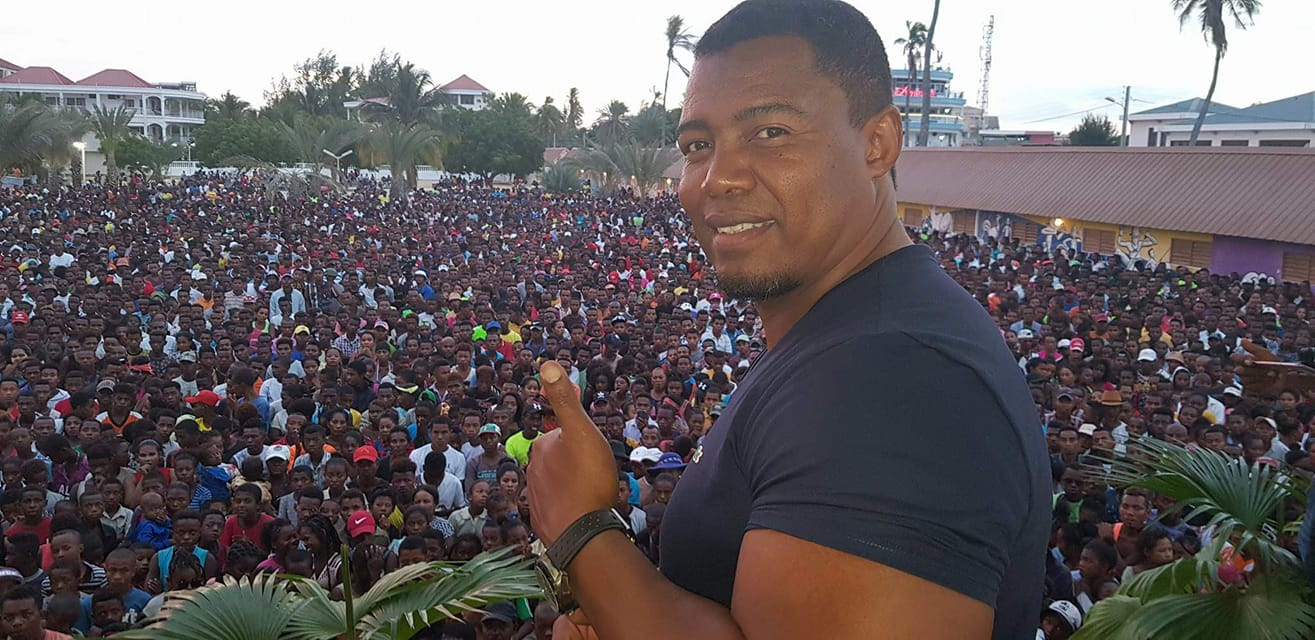
Siteny Randrianasoloniaiko, ehemaliger Judo-Meister
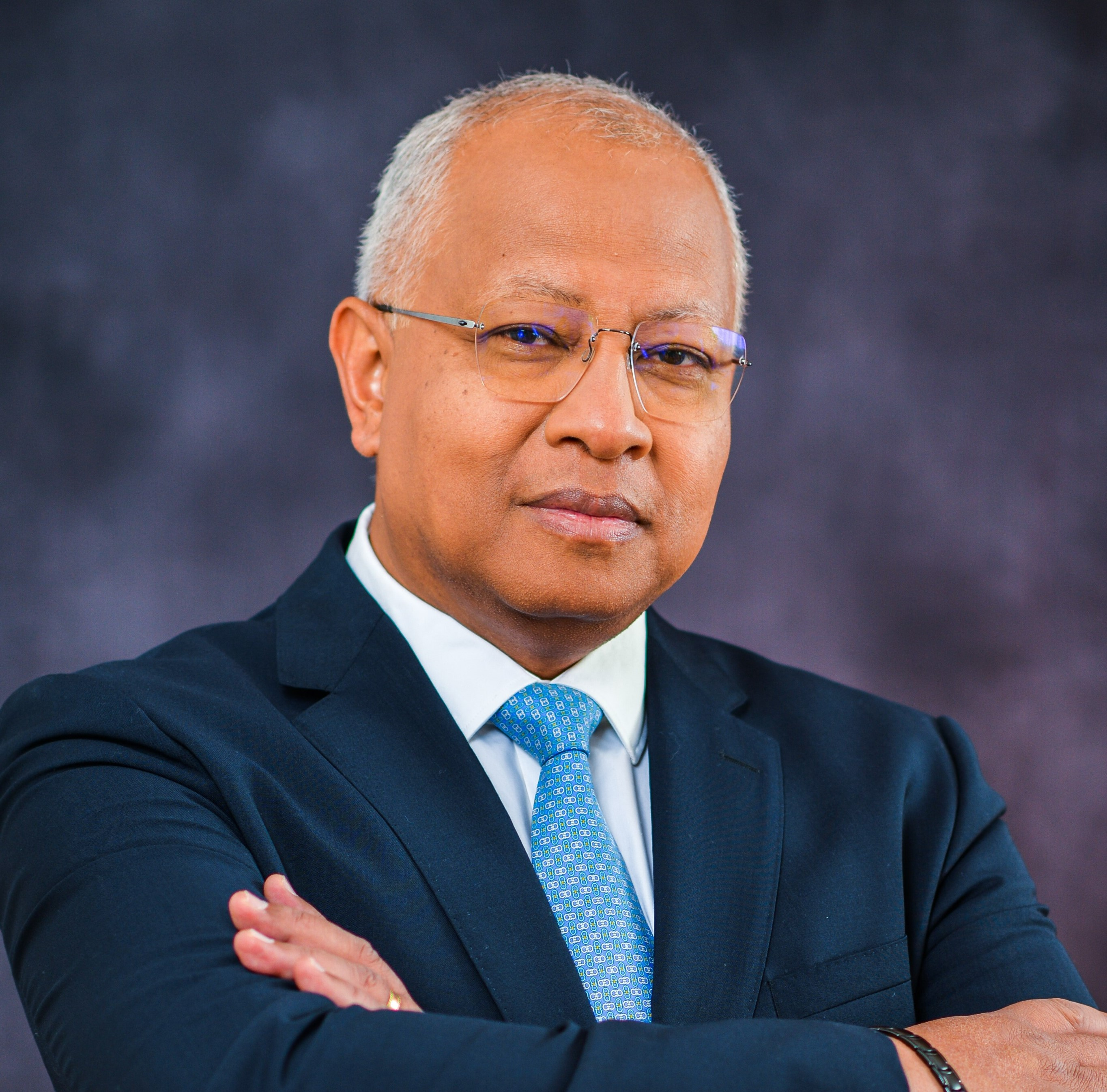
Hajo Andrianainarivelo, ehemaliger Minister bis 2022
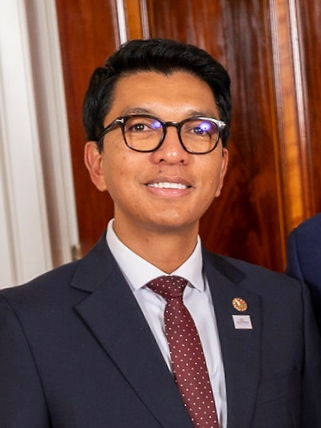
Andry Rajoelina, Präsident seit 2019
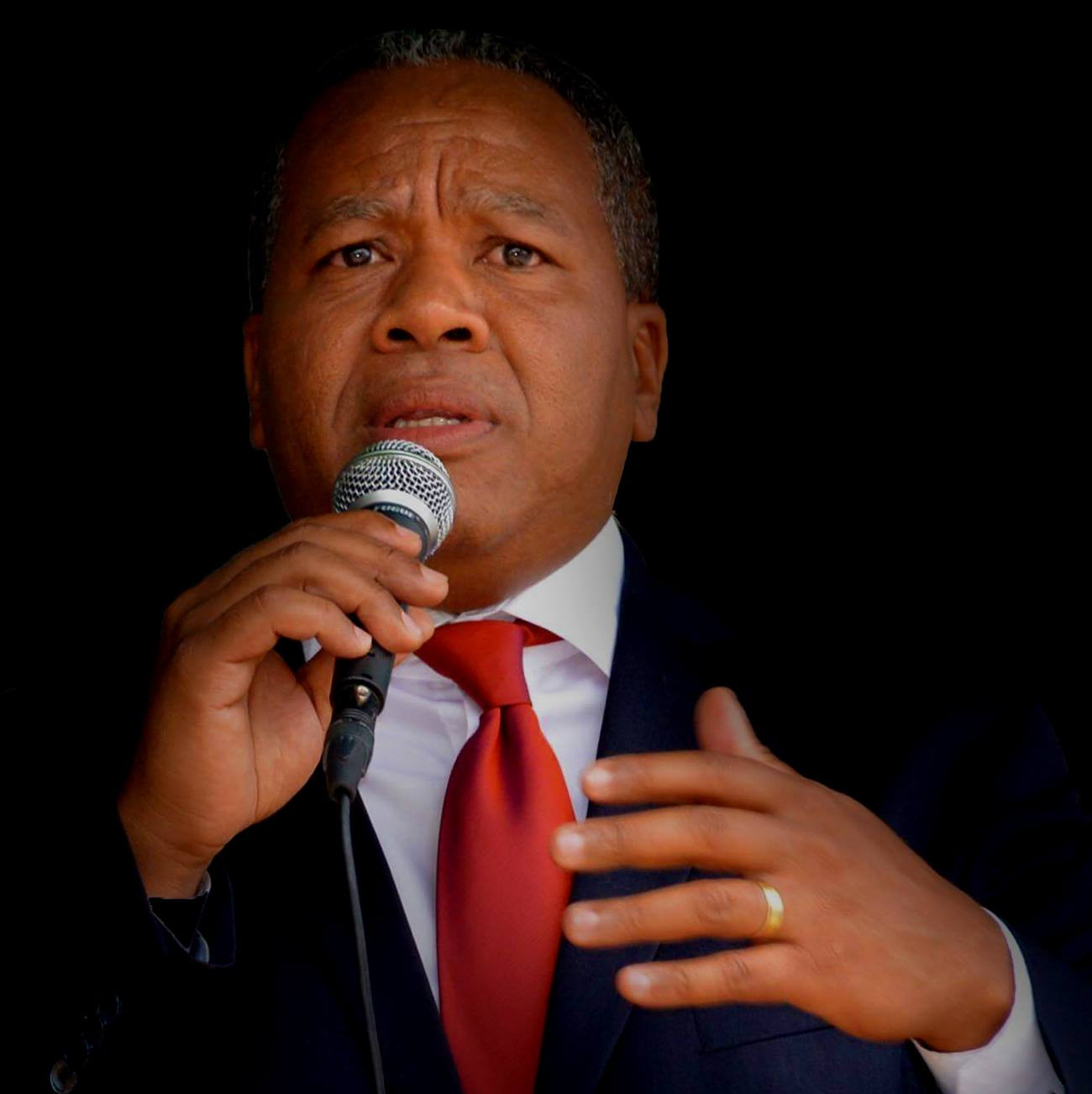
Rolland Ratsiraka, ehemaliger Minister

## Ausgangslage
Unklarheit herrschte darüber, ob Rajoelina überhaupt erneut zur Präsidentschaftswahl antreten dürfe, da er seine 2014 angenommene Französische Staatsbürgerschaft verschwiegen hatte. Der Antrag wurde seit Ende Juli 2023 vom Obersten Verfassungsgerichtshof (HCC) überprüft und am 23. August 2023 als „unzulässig und verjährt“ erklärt.

## Geldmangel für die Organisation der Wahl
Wegen angeblichem Geldmangel für die Organisation der Präsidentschaftswahl forderte im Mai 2023 der Präsident Rajoelina in einem Brief an die Europäische Union 30 Mio. Euro.
Dem von der UNDP, dem Entwicklungsprogramm der Vereinten Nationen eingerichteten Fonds zur Unterstützung des Wahlprozesses stellte Japan umgerechnet 900.000 Euro zur Verfügung. Mit diesem Betrag sollen 10 Fahrzeuge und 148 Motorräder für die Wahlkommission erworben werden.
Am 10. August kündigte die Regierung der Vereinigten Staaten 900.000 USD an, um bei der anstehenden Wahl Aufklärung und Öffentlichkeitsarbeit durch bürgerschaftliches Engagement zu unterstützen und weiter auszubauen. Auch um sicherzustellen, dass die Wahlen 2023 inklusiv sind und den Willen der Madagassen widerspiegeln.

## Verbot von Wahlveranstaltungen
Im April 2023 verbot der amtierende Präsident Rajoelina für den kommenden Präsidentschaftswahlkampf alle politischen Kundgebungen unter freiem Himmel. Dieses Vorgehen wurde von Vertretern der Europäischen Union, des Vereinigten Königreichs, der Vereinigten Staaten, Deutschlands, Frankreichs, der Schweiz, Norwegens und Japans verurteilt, das Vorgehen „könnte dazu beitragen, das politische Klima im Vorfeld der Präsidentschaftswahlen zu verschärfen“. Der aussichtsreiche Präsidentschaftskandidat Siteny Randrianasoloniaiko kündigte an, er „werde die Bevölkerung weiterhin zusammenbringen, denn wir müssen Madagaskar retten und das der ganzen Welt zeigen, unser Land entwickelt sich zu einer Diktatur“.

## Ergebnis
Am 25. November 2023 erklärte die Nationale Wahlkommission Amtsinhaber Andry Rajoelina zum Sieger der Präsidentschaftswahl. Er erhielt 58,95 Prozent der Stimmen, somit war keine zweite Wahlrunde nötig. Die Wahlbeteiligung lag bei 46 Prozent, insgesamt waren 11 Millionen Menschen wahlberechtigt. Auf den zweiten Platz kam Siteny Randrianasoloniaiko, der 14,4 Prozent der Stimmen erhalten hatte. Dritter wurde Ex-Präsident Marc Ravalomanana mit 12,1 Prozent der Stimmen, obwohl zu den zehn Oppositionspolitikern zählte, die ihre Kandidatur zurückgezogen und zum Boykott der Präsidentschaftswahl aufgerufen hatten.
Die Bestätigung der Wahlergebnisse durch das Verfassungsgericht steht noch aus, der unterlegene Präsidentschaftskandidat Randrianasoloniaiko hat angekündigt, den Ausgang der Wahlen anzufechten.
| Kandidaten                                               | Parteien                                     | Stimmen    | %    |
| -------------------------------------------------------- | -------------------------------------------- | ---------- | ---- |
| Andry Rajoelina                                          | Tanora Malagasy Vonona                       | 2.858.947  | 59,0 |
| Siteny Randrianasoloniaiko                               | Fitambolagnela IAD – PSD – RPSD Vaovao – ABA | 697.691    | 14,4 |
| Marc Ravalomanana                                        | Tiako i Madagasikara                         | 586.282    | 12,1 |
| Hery Rajaonarimampianina                                 | Hery Vaovao ho an'ny Madagasikara            | 251.144    | 5,2  |
| Hajo Andrianainarivelo                                   | Malagasy Miara-Miainga                       | 91.832     | 1,9  |
| Tahina Razafinjoelina                                    | Firaisankinan'ny Tia Tanindrazana            | 76.553     | 1,6  |
| Roland Ratsiraka                                         | Malagasy Tonga Saina                         | 76.858     | 1,6  |
| Jean Brunelle Razafintsiandraofa                         | Antoko Politika Madio                        | 63.474     | 1,3  |
| Sendrison Daniela Raderanirina                           | Fandrosoa Faritsy iaby ho an'i Madagasikara  | 38.966     | 0,8  |
| Lalaina Harilanto Ratsirahonanana                        | Antoko Fihavanantsika                        | 32.608     | 0,7  |
| Andry Tsiverizo Raobelina Andriamalala                   | Anjomara sy Rivo-baovao                      | 30.198     | 0,6  |
| Auguste Richard Paraina                                  | Tsara Tahafina                               | 29.874     | 0,6  |
| Jean-Jacques Jedidia Ratsietison                         | Fahefa mividy no ilain'ny Malagasy           | 14.468     | 0,3  |
| Gesamt                                                   | Gesamt                                       | 4.848.895  | 100  |
|                                                          |                                              |            |      |
| Ungültige Stimmen                                        | Ungültige Stimmen                            | 270.123    | 5,3  |
| Wähler                                                   | Wähler                                       | 5.119.018  | 46,4 |
| Wahlberechtigte                                          | Wahlberechtigte                              | 11.043.836 |      |
|                                                          |                                              |            |      |
| Quelle: Haute Cour constitutionnelle (Arrêt n°08-HCC/AR) |                                              |            |      |